# Физиков, Вадим Михайлович
Фи́зиков Вади́м Миха́йлович (8 августа 1938, Омск) — советский и российский филолог, литературовед и литературный критик, в прошлом телеведущий.

## Биография
Физиков Вадим Михайлович родился в 1938 г. в Омске. Окончил филологический факультет Омского педагогического института им. А. М. Горького. С 1962 года — заведующий кафедрой русской и зарубежной литературы Омского государственного педагогического института им. А. М. Горького (1982-87), декан филологического факультета (1977-82, 1990—2001). Ведущий специалист в области истории русской литературы XIX века, истории русской литературной критики. В 1970-90-х занимался театральной и литературной критикой, публиковал в омских газетах статьи о современной литературе и театральной жизни города. Больше 20 лет вел телевизионную передачу «Мир книги». В 2012 году завершил преподавательскую деятельность, но продолжает заниматься литературоведением. Является автором многочисленных научных работ и публикаций о современной литературе и театральной жизни региона. Входит в состав жюри конкурса на соискание премии имени Ф. М. Достоевского в Омской области.

## Родители
Вадим Михайлович Физиков родился в семье учителей-словесников, Михаила Васильевича Физикова и Тамары Андреевны Осетровой, первых выпускников (1936 г.) отделения русского языка и литературы Омского педагогического института. Присущие родителям Вадима Михайловича интеллигентность, доброта, порядочность, такт, глубокая любовь и преданность выбранной профессии предопределили его дальнейшую судьбу. Основателем учительской династии Физиковых в семье принято считать родного дядю отца, Григория Степановича Физикова, который с женой учительствовал в начальных классах ещё в начале XX века.
Мать Вадима Михайловича Физикова, Тамара Андреевна Осетрова, родилась в башкирском городе Бирске. В Омске она более сорока лет проработала учителем русского языка и литературы в средних школах и была преподавателем русского языка в областной партийной школе при обкоме партии. По воспоминаниям бывших учеников, Тамара Андреевна прекрасно владела предметом, была интересным и отзывчивым преподавателем.
Отец Вадима Михайловича, Михаил Васильевич, был самым старшим сыном в семье, в которой было ещё два сына, Алексей и Пётр, и младшая сестра, Любовь. Михаил с юных лет пошёл работать и стал настоящей опорой и кормильцем для матери, младших братьев и сестрёнки. Наряду с охотничьим промыслом и полевыми работами, дававшими скудный доход, Михаил начинает трудиться в селе избачом (работником избы-читальни) и, одновременно, пробует свои силы как учитель в сельской школе.
Михаил Васильевич Физиков рано стал интересоваться вопросами теории и методики преподавания литературы. Сразу после окончания института, в 1936 году, он был направлен на работу в школу, в Азовский район Омской области, где позже будет преподавать и его младший брат, Пётр Васильевич. Вернувшись в Омск через год, молодой учитель был приглашён на должность методиста в Институт усовершенствования учителей, с которым он сотрудничал ещё во времена студенчества.
В пединституте Михаил Васильевич много работает: читает курсы по методике преподавания литературы и древнерусскую литературу, активно обсуждает с преподавателями кафедры перспективы, новые методики изучения гуманитарных дисциплин.
Михаил Васильевич Физиков в числе многих студентов и преподавателей Омского педагогического института ушёл добровольцем на фронт Великой Отечественной войны.
Рассказы матери Вадима Михайловича Физикова об отце, его фронтовые письма, дневниковые записи, методические работы, воспоминания учителей литературы, знавших Михаила Васильевича, естественно побуждали стремление сына быть во всём похожим на отца. Видимо, тут свою роль сыграли, в равной мере, как «филологическая генетика», так и сама жизнь. Спустя годы Вадим Михайлович окончил историко-филологический факультет ОмГПИ, стал преподавателем и известным литератором и, наряду с литературным творчеством, с успехом занимался вопросами «имманентно-целостного» анализа художественного текста, развивая мысли отца в своих статьях и учебных курсах.

## Педагогическая деятельность
С 1962 по 2012 год Вадим Михайлович прошел путь от ассистента до доцента кафедры литературы. В 1982—1987 годах был заведующим кафедрой русской и зарубежной литературы и дважды занимал ответственный пост декана родного факультета (в 1977—1982 и 1990—2001 гг.). Некоторое время Вадим Михайлович работал временно исполняющим обязанности заместителя декана филологического факультета по дневному и заочному отделениям (с 1964 по 1967 г.).
Вадим Михайлович вёл практические занятия на стационаре и заочном отделении по дисциплинам «Введение в литературоведение», «Древнерусская литература», «Русская литература XIX века»; читал курс лекций по «Русской литературе XIX века» на историческом факультете и заочном отделении филологического факультета. Вместе с этим, молодой педагог руководил курсовыми работами и принимал экзамены на стационаре и заочном отделении, а также выполнял ряд поручений кафедры. К последним относились работы по организации и оформлению различных юбилейных выставок, участию в проведении конкурса Омской области на лучшее сочинение среди школьников, чтению лекций на «Малом филфаке», профориентации старшеклассников области для поступления в пединститут, выступлению с научно-популярными лекциями и др.
Будучи деканом филологического факультета уже в начале 1980-х годов Вадим Михайлович выступит одним из инициаторов проведения в Омске первых «Мартыновских чтений», посвящённых другому знаменитому омичу, выдающемуся советскому поэту Леониду Николаевичу Мартынову. По итогам чтений спустя два года был издан сборник докладов. Традиция проведения чтений, посвящённых жизни и творческому пути крупного омского поэта, в масштабе всей страны была успешно продолжена в 1985, 1995 и 2013 годах.
На всём протяжении своего педагогического пути он разрабатывал (и в дальнейшем совершенствовал) авторские спецкурсы по истории и поэтике русского романа XIX века (особенно Вадима Михайловича интересовал малоизученный роман 1870—1880-х гг.), истории русской литературной критики, региональной (сибирской) литературе. Углублённо занимался проблемами содержания и методики филологического образования в педагогическом вузе, составлял факультативы, практикумы и спецсеминары. Авторский спецкурс Вадима Михайловича Физикова по имманентно-целостному анализу лирического текста, читаемый на протяжении почти двадцати лет, частично развивал не осуществлённые идеи отца, Михаила Васильевича Физикова (о необходимости подробного рассмотрения и комментирования всех уровней художественного целого). Как и его отец, Вадим Михайлович был частым лектором в Институте усовершенствования учителей, а также участвовал в работе учительских семинаров и выступал с докладами в Университете научных знаний. В. М. Физиков делился своим учительским опытом и знаниями со студентами педагогических училищ Омска и Гуманитарного университета.

## Научная деятельность
После сдачи кандидатских экзаменов, в 1967 году, Вадим Михайлович Физиков начинает работу над своей диссертацией о творчестве писателя-народника Г. А. Мачтета, которая будет успешно защищена в конце 1971 года в Учёном совете филологического факультета Ленинградского государственного университета. Диплом кандидата филологических наук был выдан Вадиму Михайловичу Физикову решением Министерства высшего и среднего специального образования СССР и Высшей аттестационной комиссии от 5 мая 1972 г. Научным руководителем Вадима Михайловича был утверждён выдающийся отечественный литературовед, один из крупнейших специалистов по русской литературе XIX века, доктор филологических наук, профессор Исаак Григорьевич Ямпольский. Кандидатская диссертация В. М. Физикова на тему «Жизнь и творчество Г. А. Мачтета» явилась одним из первых крупных историко-литературных исследований по творчеству самобытного отечественного беллетриста XIX века. Огромным подспорьем в написании диссертации, равно как и стимулом внутреннего и профессионального роста, стали для Вадима Михайловича Физикова ежегодные научные и творческие отпуска, которые тогда предоставляла ему родная кафедра. Это давало бесценную возможность посещать архивы, присутствовать на лекциях выдающихся филологов (Ю. М. Лотмана, С. С. Аверинцева, Ю. Н. Чумакова и многих других) в рамках спецкурсов и быть слушателем факультета переподготовки литературоведов-преподавателей вузов при кафедре русской литературы ЛГПИ им. А. И. Герцена.
По материалам тщательной работы в некоторых сибирских (Омский, Тобольский) и центральных архивах (ЦГАЛИ, Пушкинский дом) появились первые доклады и статьи В. М. Физикова по теме диссертационного исследования. Были также подготовлены к публикации в «Литературном наследстве Сибири» архивные документы о пребывании Г. А. Мачтета, С. С. Синегуба, Н. Е. Каронина-Петропавловского в сибирской ссылке.
Вадим Михайлович Физиков — замечательный педагог, критик, литературовед, телеведущий, заслуженный работник высшей школы РФ, кандидат филологических наук, доцент. Ведущий специалист в области истории русской литературы XIX века, истории русской литературной критики, а также знаток литературы омского края. Автор многочисленных статей о сибирской литературе, литературных и театральных рецензий, учебно-методического пособия «Целостный анализ лирического стихотворения», сборника "Скромная служба «при тексте». Работы разных лет о прозе и поэзии.Вадим Михайлович опубликовал около 150 научных и критических работ, являлся составителем и редактором многих региональных изданий. Плодотворно занимался театральной и литературной критикой, выступая на омском радио и телевидении, в сибирской периодической печати.
Вадим Михайлович Физиков является автором сборника «О город мой родной…» — антологии стихотворений поэтов омского Прииртышья, которая продолжает книжную серию «Поэзия омского Лукоморья». В издание вошли стихи и фрагменты поэм авторов, писавших об Омске с начала XX века до наших дней. Презентация книги состоялась 31 января 2023 года в Омской областной научной библиотеке имени А. С. Пушкина.

## Основные труды[11]
1. Физиков, В.М. Г. А. Мачтет в сибирской ссылке (1879—1885 гг.) // Ученые записки Омского государственного педагогического института имени А. М. Горького. Труды кафедр гуманитарных наук. — Омск, 1968. — Вып. 36. — С. 54-62.
2. Физиков, В. М. Все это было бы смешно… : [«Сверчок» Т. Кожушника на сцене драмтеатра : рецензия на спектакль] // Молодой сибиряк. — 1969. — 1 март (№ 26). — С. 2.
3. Физиков, В. М. Сибирские рассказы Г. А. Мачтета и некоторые особенности народнической литературы // Вопросы филологии / Омский государственный педагогический институт. — Омск, 1970. — С. 239—256. — (Ученые записки. Вып. 60).
4. Физиков, В. М. Проблема народа в романе Г. А. Мачтета «И один в поле воин» // Вопросы русской литературы: ученые записки / Омский государственный педагогический институт. — Омск, 1972. — Вып. 69. — С. 29-49.
5. Физиков, В. М. Поэзия омского лукоморья : книга критических статей. — Омск : Наука ; Изд-во ОмГПУ, 2019. — 398 с. : ил.

## Награды
Вадим Михайлович награждён медалями «За освоение целинных и залежных земель» (1958), «Ветеран труда» (1986), знаком «Отличник народного просвещения» (1982).